# Банно, Ёсиаки
| Открытые астероиды: 1 Открытие сделано совместно с Такэси Уратой | Открытые астероиды: 1 Открытие сделано совместно с Такэси Уратой |
| ---------------------------------------------------------------- | ---------------------------------------------------------------- |
| 4200 Shizukagozen                                                | 28 ноября 1983                                                   |

Ёсиаки Банно (яп. 番野善明 Банно Ёсиаки, 1952 — 1991) —  японский астроном-любитель и первооткрыватель астероидов, является одним из пионеров любительской астрономии в Японии. В ноябре 1988 года совместно с другим японским астрономом Такэси Уратой открыл астероид 4200 Shizukagozen.
Работал в качестве инженера-компьютерщика в лаборатории KEK, занимавшейся изучением физики высоких энергий. В 1991 году погиб в дорожно-транспортном происшествии по дороге домой из лаборатории.
В знак признания его заслуг одному из астероидов было присвоено его имя (3394) Банно.